# Polyhymno
Polyhymno é um gênero de traça pertencente à família Agonoxenidae.